# Sō Yamamura
Pour les articles homonymes, voir Yamamura.
Sō Yamamura (山村 聰, Yamamura Sō), de son vrai nom Hirosada Koga (古賀 寛定, Koga Hirosada), né le 24 février 1910 à Tenri et mort le 26 mai 2000 à Suginami, est un acteur et réalisateur japonais. Il est parfois crédité dans les films sous le nom de Satoshi Yamamura (山村 聡, Yamamura Satoshi).

## Biographie
De son vrai nom Hirosada Koga, Sō Yamamura a commencé sa carrière d'acteur en 1947. Dans les années 1950, il réalise six films dont Sara no hana no toge, Kuroi ushio et Les Bateaux de l'enfer. En 1958, il s'essaie à la langue anglaise dans Le Barbare et la Geisha (The Barbarian and the Geisha). Yamamura est surtout connu pour sa participation au film de guerre Tora! Tora! Tora! dans lequel il interprète le rôle de l'amiral Yamamoto.
Sō Yamamura a tourné dans près de deux cents films entre 1947 et 1991.

## Filmographie partielle

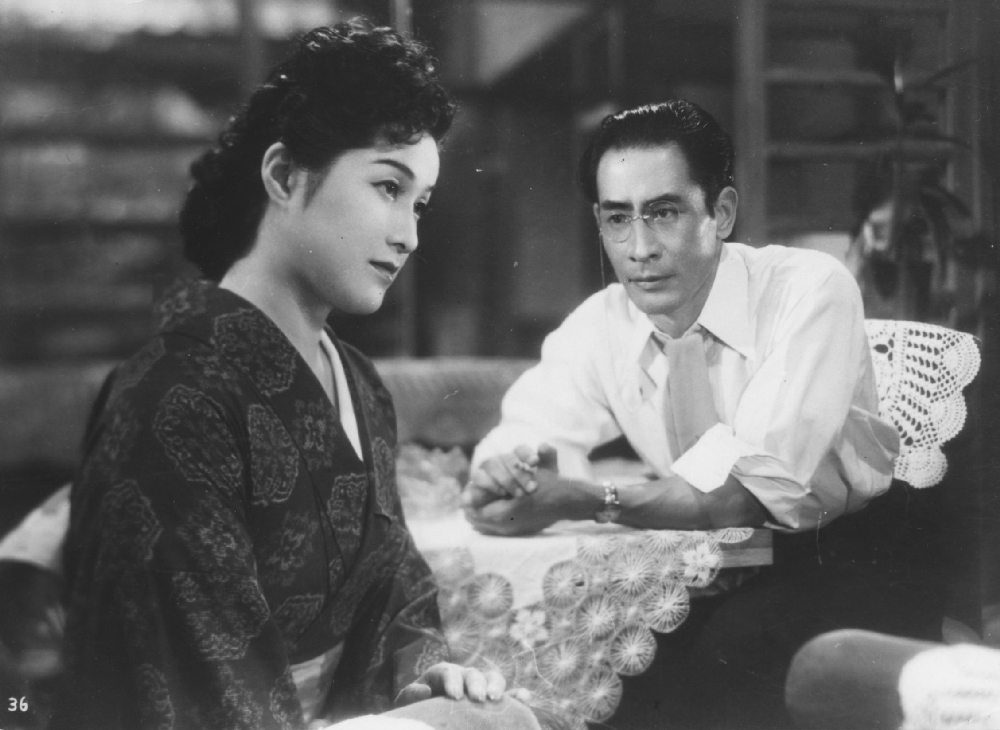
Michiyo Kogure et Sō Yamamura dans Le Destin de madame Yuki (1950).

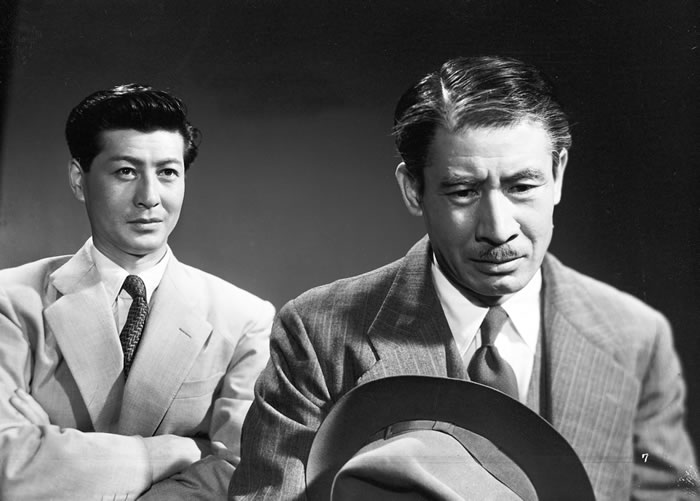
Ryō Ikebe et Sō Yamamura dans Ceux d'aujourd'hui (1952).

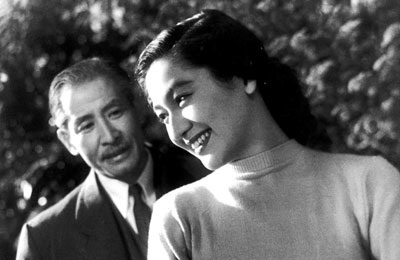
So Yamamura et Setsuko Hara dans Le Grondement de la montagne (1954).

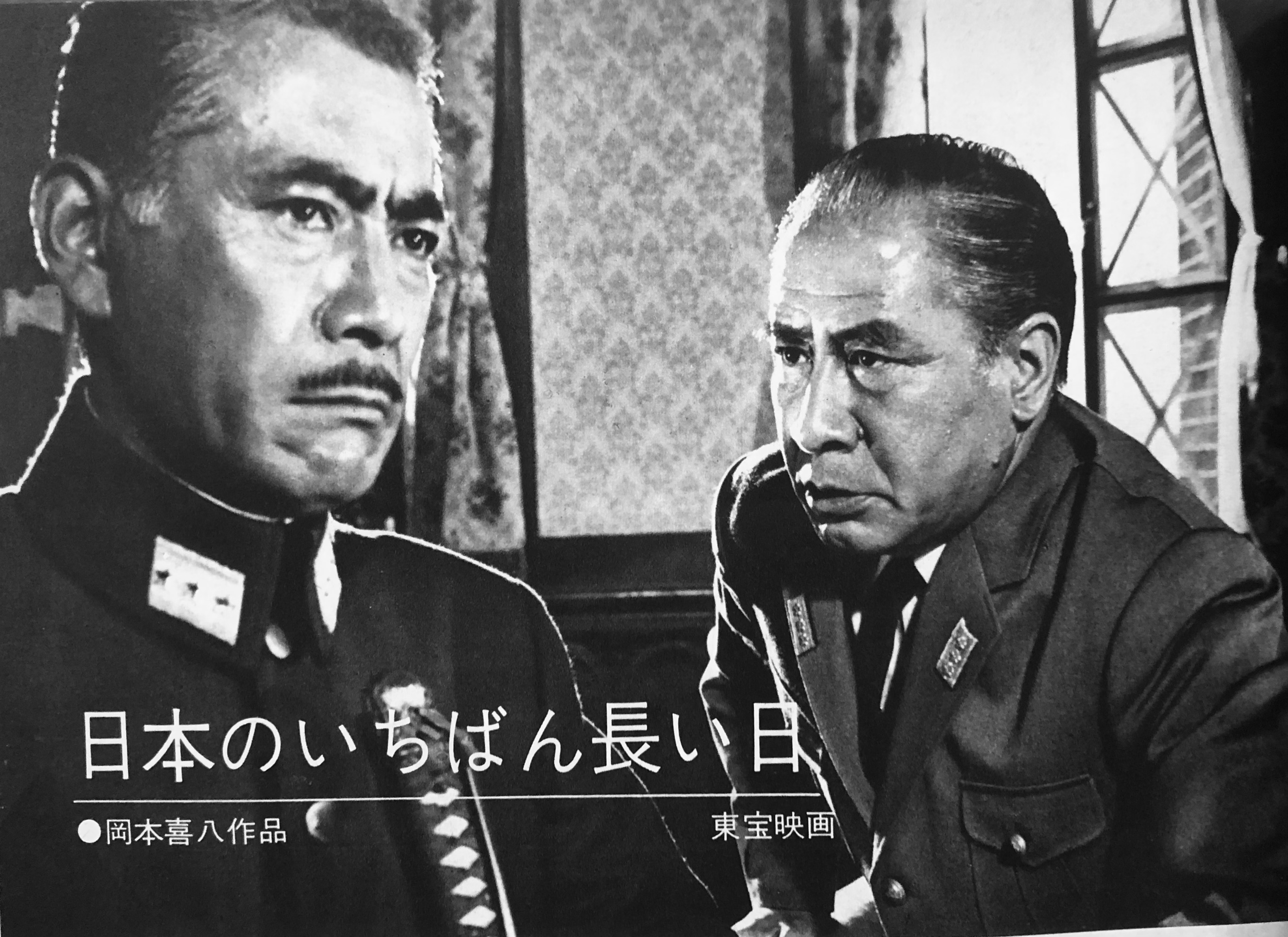
Toshirō Mifune et Sō Yamamura dans Le Jour le plus long du Japon (1967).

### Comme acteur

#### Au cinéma
- 1947 : L'Amour de l'actrice Sumako (女優須磨子の恋, Joyū Sumako no koi?) de Kenji Mizoguchi : Hogetsu Shimamura
- 1948 : Taifuken no onna (颱風圏の女?) de Hideo Ōba
- 1950 : La Bête blanche (白い野獣, Shiroi yaju?) de Mikio Naruse : Ryosuke Izumi
- 1950 : Les Sœurs Munakata (宗方姉妹, Munekata kyōdai?) de Yasujirō Ozu : Ryosuke Mimura
- 1950 : Le Destin de madame Yuki (雪夫人絵図, Yuki fujin ezu?) de Kenji Mizoguchi : Tateoka
- 1950 : Retour au pays (帰郷, Kikyō?) de Hideo Ōba : Ongi
- 1950 : Ōtone no yogiri (大利根の夜霧?) de Kiyoshi Saeki
- 1951 : La Dame de Musashino (武蔵野夫人, Musashino fujin?) de Kenji Mizoguchi : Eiji Ono
- 1951 : La Danseuse (舞姫, Maihime?) de Mikio Naruse : Yagi
- 1951 : Le Repas (めし, Meshi?) de Mikio Naruse : Ryūichirō Okamoto
- 1951 : Miki Hirate (平手酒造, Hirate Miki?) de Kyōtarō Namiki : Miki Hirate
- 1952 : Okuni et Gohei (お国と五平, Okuni to Gohei?) de Mikio Naruse : Tomonojo
- 1952 : Ceux d'aujourd'hui (現代人, Gendaijin?) de Minoru Shibuya :
- 1952 : La Femme qui a touché les jambes (足にさわった女, Ashi ni sawatta onna?) de Kon Ichikawa : Yasukichi Sakaza
- 1953 : Epitome (縮図, Shukuzu?) de Kaneto Shindō : Wakabayashi
- 1953 : Les Bateaux de l'enfer (蟹工船, Kanikōsen?) de Sō Yamamura : Matsuki
- 1953 : Voyage à Tokyo (東京物語, Tōkyō monogatari?) de Yasujirō Ozu : Koichi
- 1953 : Eaux troubles (にごりえ, Nigorie?) de Tadashi Imai : Asanosuke
- 1954 : Le Grondement de la montagne (山の音, Yama no oto?) de Mikio Naruse : Shingo Ogata
- 1955 : Le Poids de l'amour (愛のお荷物, Ai no onimotsu?) de Yūzō Kawashima : Jozaburo Araki
- 1955 : L'Impératrice Yang Kwei-Fei (楊貴妃, Yōkihi?) de Kenji Mizoguchi : An Lushan
- 1955 : Ashita kuru hito (あした来る人?) de Yūzō Kawashima : Daisuke Kaji
- 1956 : Printemps précoce (早春, Sōshun?) de Yasujirō Ozu : Yutaka Kawai
- 1956 : Ombres en plein jour (真昼の暗黒, Mahiru no ankoku?) de Tadashi Imai : Yuji
- 1957 : Crépuscule à Tokyo (東京暮色, Tōkyō boshoku?) de Yasujirō Ozu : Seki Sekiguchi
- 1957 : L'Averse (土砂降り, Doshaburi?) de Noboru Nakamura : Okubo
- 1957 : Chieko shō (智恵子抄?) de Hisatora Kumagai
- 1957 : Le Trou (穴, Ana?) de Kon Ichikawa : Keikichi Shirasu
- 1957 : Typhon sur Nagasaki d’Yves Ciampi : Hori
- 1958 : Anzukko (杏っ子, Anzukko?) de Mikio Naruse : Heishiro Hirayama
- 1958 : Le Barbare et la geisha (The Barbarian and the Geisha) de John Huston : le Gouverneur Tamura
- 1959 : La Condition de l'homme : Il n'y a pas de plus grand amour (人間の條件, Ningen no joken I?) de Masaki Kobayashi : Okishima
- 1959 : À travers les ténèbres (闇を横切れ, Yami o yokogire?) de Yasuzō Masumura : Takazawa
- 1961 : Les Lumières du port (あれが港の灯だ, Arega minato no hi da?) de Tadashi Imai
- 1961 : L'Itinéraire de mon amour (わが恋の旅路, Waga koi no tabiji?) de Masahiro Shinoda
- 1961 : Les femmes naissent deux fois (女は二度生れる, Onna wa nido umareru?) de Yūzō Kawashima : Kiyomasa Tsutsui
- 1961 : La Dernière Guerre de l'Apocalypse (世界大戦争, Sekai daisensō?) de Shuei Matsubayashi : le Premier ministre
- 1962 : L'Héritage (からみ合い, Karami-ai?) de Masaki Kobayashi : Senzō
- 1962 : L'Enfer d'Okinawa (太平洋戦争と姫ゆり部隊, Taiheiyō Sensō to Himeyuri Butai?) de Kiyoshi Komori
- 1962 : La Source thermale d'Akitsu (秋津温泉, Akitsu onsen?) de Yoshishige Yoshida : Mikami
- 1962 : Les Larmes sur la crinière du lion (涙を、獅子のたて髪に, Namida o shishi no tategami ni?) de Masahiro Shinoda : Kōhei Matsudaira
- 1962 : Le Journal d'un vieux fou (瘋癲老人日記, Fūten rōjin nikki?) de Keigo Kimura : Utsugi
- 1963 : Le Secret du ninja II (続・忍びの者, Zoku shinobi no mono?) de Satsuo Yamamoto
- 1964 : Le Magnat (傷だらけの山河, Kizudarake no sanga?) de Satsuo Yamamoto : Kappei Arima
- 1965 : Tristesse et beauté (美しさと哀しみと, Utsukushisa to kanashimi to?) de Masahiro Shinoda : Toshio Ōki
- 1965 : La Retraite de Kiska (太平洋奇跡の作戦 キスカ, Taiheiyō kiseki no sakusen : Kisuka?) de Seiji Maruyama : Kawashima
- 1967 : Le Jour le plus long du Japon (日本のいちばん長い日, Nippon no ichiban nagai hi?) de Kihachi Okamoto : Mitsumasa Yonai
- 1970 : Tora! Tora! Tora! de Richard Fleischer, Kinji Fukasaku et Toshio Masuda : l'amiral Isoroku Yamamoto
- 1972 : Baby Cart : L'Âme d'un père, le cœur d'un fils (子連れ狼 親の心子の心, Kozure Ōkami: Oya no kokoro ko no kokoro?) de Buichi Saitō : Gōmune Jindaiyu
- 1974 : Hissatsu shikake-nin: Shunsetsu shikake-bari (必殺仕掛人 春雪仕掛針?) de Masahisa Sadanaga : Otowaya Hanemon
- 1974 : La Fin du monde d'après Nostradamus (ノストラダムスの大予言 Catastrophe-1999, Nosutoradamusu no daiyogen?) de Toshio Masuda : le Premier Ministre Kuroki
- 1983 : Antarctica (南極物語, Nankyoku monogatari?) de Koreyoshi Kurahara : Iwakiri Sencho
- 1985 : Nidaime wa kurisuchan (二代目はクリスチャン?) de Kazuyuki Izutsu : Nakatsugawa
- 1986 : Gung Ho, du saké dans le moteur (Gung Ho) de Ron Howard : M. Sakamoto
- 1987 : Tokyo Bordello (吉原炎上, Yoshiwara Enjō?) de Hideo Gosha
- 1991 : Godzilla vs King Ghidorah (ゴジラvsキングギドラ, Gojira tai Kingu Gidorā?) de Kazuki Ōmori : le Premier ministre

#### À la télévision
- 1980 : Shadow Warriors (服部半蔵 影の軍団, Hattori Hanzō: Kage no gundan?) : Hoshina Masayuki

### Comme réalisateur

Affiche du film Les Bateaux de l'enfer.

- 1953 : Les Bateaux de l'enfer (蟹工船, Kanikōsen?)[2]
- 1954 : Kuroi ushio (黒い潮?)
- 1955 : Sara no hana no toge (沙羅の花の峠?)
- 1959 : Hahakogusa (母子草?)
- 1959 : Kashimanada no onna (鹿島灘の女?)
- 1960 : Fūryū Fukagawa uta (風流深川唄?)

## Distinctions

### Décoration
- 1977 : récipiendaire de la Médaille au ruban pourpre
- 1983 : récipiendaire de l'ordre du Soleil levant de quatrième classe

### Récompenses
- 1951 : prix Blue Ribbon du meilleur acteur pour son interprétation dans Les Sœurs Munakata[3]
- 1951 : prix Mainichi du meilleur acteur dans un second rôle pour ses interprétations dans Les Sœurs Munakata, Retour au pays et Ōtone no yogiri[4]
- 1955 : prix Blue Ribbon du meilleur nouveau réalisateur pour Kuroi ushio
- 1955 : prix Mainichi du meilleur acteur pour ses interprétations dans Le Grondement de la montagne et Kuroi ushio[5]
- 1962 : prix Blue Ribbon du meilleur acteur dans un second rôle pour son interprétation dans Les Lumières du port[6]
- 1965 : prix Kinema Junpō du meilleur acteur pour son interprétation dans Le Magnat[7]
- 2001 : prix spécial de la Japan Academy pour l'ensemble de sa carrière[8]